# Dennis Diekmeier
Dennis Diekmeier (Thedinghausen, 20 ottobre 1989) è un ex calciatore tedesco, di ruolo difensore.

## Carriera

### Club
Cresciuto calcisticamente nel Werder Brema col quale è arrivato fino alle soglie della prima squadra, nel gennaio 2009 viene acquistato dal Norimberga per 200.000 euro, dove diviene titolare fisso. Il 16 luglio 2010 passa per 2.2 milioni all'Amburgo, con cui firma un quadriennale. Il 4 novembre 2013 rinnova per altre due stagioni, e il 19 dicembre 2015 firma il prolungamento contrattuale fino al 2018.

### Nazionale
Elemento di spicco delle nazionali giovanili tedesche, nel 2008 ha vinto il campionato europeo Under-19.

## Palmarès

### Nazionale
- Campionato d'Europa Under-19: 1

2008

### Individuale
- Fritz-Walter-Medaille: 1

2008 (Under-19)